# Mesaceratherium
Il mesaceraterio (gen. Mesaceratherium) è un mammifero perissodattilo estinto, appartenente ai rinoceronti. Visse tra l'Oligocene superiore e l'inizio del Miocene (circa 28 - 22 milioni di anni fa) e i suoi resti fossili sono stati ritrovati in Europa e in Asia. 

## Descrizione
Questo animale era di forme più leggere rispetto ai rinoceronti odierni, e la taglia doveva essere minore. Le zampe erano snelle e la corporatura meno massiccia, mentre il cranio presentava alcuni adattamenti singolari: era lungo e stretto, sprovvisto di corna, dotato di una robusta mandibola allargata all'estremità anteriore da cui spuntavano due lunghi e forti incisivi incurvati verso l'alto, che lavoravano contro altri incisivi della mascella a forma di scalpello. Le forme successive (ad esempio Aceratherium e Chilotherium) persero gli incisivi superiori.

## Classificazione
Mesaceratherium è considerato il più antico e più primitivo rappresentante di una linea evolutiva di rinoceronti noti come acerateriini, caratterizzati dall'assenza di corna e da lunghe zampe. 
La specie tipo è Mesaceratherium gaimersheimense dell'Oligocene superiore della Germania. Altre specie ascritte a questo genere sono Mesaceratherium paulhiacense, tipica della Francia e della Germania, M. tschani, ritrovata in Svizzera in terreni dell'Oligocene superiore, e M. welcommi del Miocene inferiore del Pakistan. Sembra che questi rinoceronti si fossero originati in Europa, per poi diffondersi in breve tempo in Asia (insieme a Plesiaceratherium) e successivamente in Nordamerica (dando vita al genere Aphelops).

## Paleoecologia
Le caratteristiche di questo animale, principalmente riguardo alla dentatura e alle zampe, indicano che Mesaceratherium era adatto a vivere in un ambiente di foresta, dove si cibava di tenere foglie. I suoi discendenti, invece, svilupparono una propensione per luoghi più aperti.